# Roland Renn
Roland Renn (* 1961) ist ein ehemaliger deutscher Radrennfahrer und nationaler Meister im Radsport.

## Sportliche Laufbahn
Renn gewann 1981 die nationale Meisterschaft im Dernyrennen und 1987 in Berlin die deutsche Meisterschaft im Steherrennen der Amateure vor Sven Harter. Bereits im Jahr zuvor hatte er das Meisterschaftsrennen gewonnen. Kurze Zeit später gewann er die anlässlich des 75-jährigen Jubiläums der Radrennbahn Zürich Oerlikon ausgetragenen Steher-Sixdays vor Andrea Clavadetscher. Renn startete für die Vereine RC Herpersdorf und RV Union 1886 Nürnberg.